# Socratina
Socratina är ett släkte i familjen praktmistelväxter. Det innehåller två arter, Socratina kerauderiana och Socratina bemarivensis. De är endemiska på Madagaskar och skiljs lätt från övriga praktmistelväxter som finns på Madagaskar genom sina håriga och radiärsymmetriska blommor.